# Martin de Hinojosa
Martín d'Hinojosa, aussi appelé Martín de Finojosa ou Martin de Huerta (né à Deza v. 1140 - mort à Sotoca de Tage le 16 septembre 1213) est un ecclésiastique castillan, abbé de l'abbaye de Huerta et évêque de Sigüenza. Il est vénéré comme saint par l'Église catholique.

## Biographie
Il est le fils de Miguel Muñoz d'Hinojosa, seigneur d'Hinojosa du del Campo et de Deza (Soria) et courtisan d'Alphonse VII ; et de Sancha Gómez, dame de Boñices ; l'archevêque Rodrigo Jiménez de Rada est son neveu.
À environ 20 ans il entre au monastère cistercien de Cántavos, qui en 1162 déménage vers son emplacement actuel de Santa Maria de Huerta. Six ou sept ans après il est nommé abbé du monastère, charge à laquelle il renonce en 1191 pour occuper l'évêché de Sigüenza ; deux ans plus a tard il renonce à l'épiscopat pour revenir au monastère, où il demeure pour le reste de sa vie,,,.

## Reliques
Il meurt à Sotoca en 1213 en rentrant de la consécration de l'abbaye Santa María de Óvila récemment fondée. Son corps est enterré dans le monastère de Sainte María du Verger ; sa tête, supposément, se trouve dans la cathédrale de Sigüenza, bien que des auteurs affirment que celle qui s'y trouve appartient au saint Sacerdos de Limoges,.